# Didunculus placopedetes
Il diduncolo delle isole Tonga (Didunculus placopedetes) era un uccello appartenente alla  famiglia dei columbidi attualmente estinto, noto per resti fossili risalenti all'era quaternaria rinvenuti sulle isole Tonga.

## Descrizione
Simile al diduncolo dal becco dentato (Didunculus strigirostris) se ne differenzia per le maggiori dimensioni.
(Il Diduncolo tongano era lungo all'incirca dai 31 ai 38 centimetri e pesava 400 grammi. 
Aveva un aspetto robusto, con coda corta e becco tozzo e ricurvo. Il dorso, la coda e le remiganti secondarie erano marrone scuro, così come l'iride. Il becco era giallo e rosso alla base, e avevano intorno all'occhio un tratto di pelle nuda. Le zampe erano rosse, mentre il piumaggio in gran parte nero verdastro con riflessi blu ai lati del collo.

## Alimentazione
Si nutriva di bacche, tuberi aerei, frutta, sami di mogano selvatico e frutta che raccoglie nella parte alta della foresta. Quando era ancora abbondante, si poteva osservare in gruppo, anche di venti individui. I nidi venivano costruiti a terra.